# Eugen Becker
Eugen Becker (* 21. Februar 1848 in Pforzheim; † 2. Januar 1914) war von 1904 bis 1906 Finanzminister des Großherzogtums Baden.

## Herkunft und Familie
Becker wurde als Sohn eines Fabrikanten geboren. Ernst Felix Becker war ein Sohn von Eugen Becker.

## Leben
Becker besuchte bis 1866 das Lyzeum Karlsruhe, um dann ein Studium der Rechtswissenschaften an den Universitäten Berlin und Heidelberg zu absolvieren, das er 1872 mit der zweiten juristischen Staatsprüfung abschloss. Bereits nach der ersten Staatsprüfung war er 1870 beim Amtsgericht Pforzheim tätig. Im August 1870 war er Sekretär beim deutschen Belagerungskorps vor Straßburg. Nach einer Tätigkeit in diversen juristischen Dienststellen in Baden-Baden, Mannheim und Lörrach wurde Becker 1875 bis 1876 als Sekretär im badischen Innenministerium unter Julius Jolly eingesetzt. 1876/77 war er Amtmann des Bezirksamtes Lörrach und von 1877 bis 1884 Amtsvorstand des Bezirksamtes Schopfheim, wo er 1880 zum Oberamtmann befördert wurde. 1884 wechselte Becker als Domänenrat zur Domänendirektion des Finanzministeriums, 1890 wurde er als Ministerialrat zum Kollegialmitglied des badischen Finanzministeriums berufen. Nachdem er 1897 zum Ministerialdirektor aufgestiegen war, folgte 1899 die Ernennung zum Geheimen Rat 2. Klasse. Am 8. Januar 1904 wurde er in Stellvertretung für den erkrankten Minister Adolf Buchenberger mit der Leitung des badischen Finanzministeriums betraut. Nachdem dieser am 20. Februar verstorben war, erfolgte Beckers offizielle Ernennung zum Präsidenten des Ministeriums der Finanzen und seine Beförderung zum Geheimen Rat 1. Klasse.
Am 18. März 1904 trat er als Finanzminister in das Kabinett Brauer ein und behielt dieses Amt im Kabinett Dusch bis zum 22. Oktober 1906. Er führte die von Buchenberger begonnene Steuerreform zu Ende. Am 25. Oktober 1906 wurde Becker auf eigenes Ansuchen aus gesundheitlichen Gründen in den Ruhestand versetzt. Von 1904 bis 1906 war Becker auch einer von drei badischen Bevollmächtigten beim Bundesrat des deutschen Reiches.

## Ehrungen
Becker wurde mit verschiedenen Stufen des Ordens vom Zähringer Löwen ausgezeichnet (1887: Ritter I. Klasse; seit 1894 mit Eichenlaub; 1898 Kommandeur II. Klasse; 1905 Großkreuz ab 1906 mit goldener Kette). 1906 erhielt er die neu gestiftete Friedrich-Luisen-Medaille und 1907 den preußischen königlichen Kronen-Orden.

## Werke
- Das badische Gesetz vom 14. Juni 1899, die Erbschafts- und Schenkungssteuer betr. : nebst Vollzugsverordnung vom 8. Dezember 1899; Textausgabe mit Einleitung, Erläuterungen und Sachregister, Karlsruhe: Lang, 1900.